# عين الزرقاء (ولاية تبسة)
عين الزرقاء هي بلدية من بلديات دائرة الونزة بولاية تبسة الجزائرية.

## الموقع الجغرافي
تقع شمال الولاية حيث تبعد عنها بمسافة 37 كيلومتر وهي من إحدى أكبر بلديات الولاية حيث تتربع على مساحة تقدر ب 308 كيلومتر مربع يقطن بها أكثر من (22.000) اثنان وعشرون ألف نسمة حسب إحصائيات الديوان الوطني للإحصاء سنة 2008 يقطن بمركز البلدية ما يربو عن 2146 ساكن
سميت ببلدية عين الزرقاء نسبة إلى المنبع المائي الموجود بمحاذاة الطريق الوطني رقم 82 عند مدخل المدينة حيث يعتبر الماء المتدفق من هذا المنبع (العين) من أجود أنواع المياه الطبيعية على مستوى الولاية وذلك استنادا إلى آخر التحاليل التي أجريت عليه من طرف خبراء وطنيين سنة 2008 إضافة إلى الثروة المائية المتواجدة بأحد أقاليم البلدية وهي منطقة قسطل. وهي إحدى القلاع الثورية خلال الحقبة الاستعمارية حيث كان لها الفضل الكبير كونها منطقة حدودية في دحر المستعمر وإمداد الثورة بالسلاح عن طريق الحدود الجزائرية التونسية حيث دارت على أرضها عدة معارك ضارية ضد المستعمر الفرنسي الغاشم ومن أشهرها معركة عين عناق بقيادة محمود قنزومعركة القرقارة الضارية.
تقع بلدية عين الزرقاء شمال ولاية تبسة يحدها من الشرق الحدود التونسية ومن الغرب بلدية بولحاف الدير ومرسط ومن الشمال بلدية المريج ومن الجنوب بلدية الكويف حيث تنقسم حسب مساحتها إلى مايلي:
-1 – المساحة الرعوية: 2000 هكتار.
-2- المساحة الغابية: 7200 هكتار.
-3- المساحة الغير صالحة: 2100 هكتار
-4- المساحة المبنية: 700 هكتار.
تتوفر على أكبر السلاسل الجبلية كجبال بوربعية الممتدة من أقصى شمال البلدية إلى أقصى جنوبها وكذلك جبل الحوض الممتد من الجهة الغربية إلى الجهة الجنوبية مما جعلها تتميز بمناخ معتدل حار صيفا وبارد شتاء وذلك ما ساعد على تنمية المجال الفلاحي من خلال تنوع المحاصيل الزراعية من قمح وشعير وذرى وعدة أنواع أخرى من الخضر والفواكه والتي تتركز خاصة في المناطق قسطل وهنشير الحديد وبيـر علي لحمر ومنطقة بركة فرس.
- كما تتوفر بلدية عين الزرقاء على ثروة حيوانية هائلة وهي حسب الإحصاء الأخير للفلاحة كما يلي:
- الأغنام: أكثر من 10448 رأس من الغنم
- الأبقار: أكثر من 838 رأس من الأبقار.
- الماعز: أكثر من 9400 رأس من الماعز.

## قرى البلدية
كون بلدية عين الزرقاء تتربع على مساحة شاسعة فاقت 308 كلم2
ذلك ما أهلها إلى أن تكون بها عدة قرى ومداشر فحسب الإحصاء الأخير تم تقسيمها إلى 23 مقاطعة كما أن بلدية عين الزرقاء تتعدد بها العروش والقبائل بتعدد الأجناس القاطنة بها فنميز بها:
- عرش العبادنة وهو أكبر عرش ممثل ببلدية عين الزرقاء ثم الهرايسية وأولاد مولة والمرازقة والغيانة إضافة إلى المغارسة والنوايل وهم الأقلية.
كما تتوزع هذه العروش على عدة قرى ومداشر كالآتي:
- العبادنة: ونجدهم يتمركزون بقوة في كل من القليعة والقرقارة والزيات إضافة إلى محرز وقسطل وبوجابروبعضهم في التجمع الحضري الرئيسي للبلدية.
- الهرايسية: ونجدهم يتمركزون بقوة في كل من بئر علي لحمر وأولاد واعر إضافة إلى هنشير الحديد.
- المرازقة: ونجدهم يتمركزون بقوة في التجمع الحضري الرئيسي لبلدية عين الزرقاء
- أولاد موله: ونجدهم يتمركزون بقوة بسوق الجمعة وبركة فرس وعزوزة والموازيز.
- الغيانة: ونجدهم يتمركزون بقوة في منطقة الصفصاف.
- المغارسة: ونجدهم يتمركزون بمنطقة الزيات.
- النوايل: وهـم أقليـة قليلـة

## أهم المنشآت بالبلدية
تتوفر بلدية عين الزرقاء على عدة منشآت حيوية مما ساهم في فك العزلة عنها حيث يوجد بها:
- مؤسسة جوارية للصحة العمومية جهزت مؤخرا بأحدث التجهيزات والوسائل الطبية.
- ثانوية «المجاهد عكريش عمارة» تتسع لأكثر من 700 تلميذ موزعـين على 20 حجرة للدراسة مما فك العزلة عن بلديتي عين الزرقاء والمريج وساهم في التقليل من عبأ التنقل إلى دائرة الونزة لمزاولة الدراسة.
- متوسطتين (2): هما المتوسطة الجديدة إضافة إلى متوسطة قسطل محمد.
- ابتدائيتان (2): المركزية 1 والمركزية 2 بحي الكامبا.
- روضة للأطفال بمحاذاة الثانوية.
- مكتبتان (2) للمطالعة: الأولى بالقرب من الثانوية والثانية بمحاذاة مقر البلدية.
- قاعة متعددة الرياضات: أنجزت بطريقة عصرية.
- مركز ثقافي بلدي: متعدد النشاطات الثقافية وبه عدة نوادي.
- مركز البريد والمواصلات.
- مركز الصندوق الوطني للضمان الاجتماعي.
- السوق الأسبوعي
- الملعب البلدي
- المذبح البلدي
- الحديقة العمومية البلدية.
- المستودع البلدي.
- مسجد النور.

## المناطـق الأثرية
تتوفر البلدية على منطقة أثرية وسياحية رائعة تسمى «منطقة قسطل» يعود تاريخها إلى الحقبة الرومانية.
- بعض المعارك إبان الثورة التحريرية :'
و == نبذة تاريخية عن أهم الأحداث والمعارك ==
لقد كانت مدينة عين الزرقاء اثر اندلاع الثورة التحريرية تابعة للمنطقة الخامسة الناحية الثانية وقد دارت بها عدة معارك ضارية وارضها الشريفة ارتوت بدماء شهدائها ورجالها الابطال رحمهم الله واليكم بعض المعارك الضارية التي وقعت ببلدية عين الزرقاء وضواحيها ونذكر منها:
مقدمة بحث:
إن هذا البحث هو ثمرة جهود قمنا بها تتمثل في أهم الأحداث وأهم المعارك التي وقعت بالمنطقة الخامسة الناحية الثانية.
معركة كاف بوغزالة عام 1955 يقع كاف بوغزالة ببلدية عين الزرقاء حيث جرت به معركة على الطريق الرابط بين الونزة وتبسة
أسباب المعركة: تقرر حرق حافلة نقل للمسافرين وهي ملك للسيد خالدي.
الوقائع: تمت هذه العملية على وجه السرعة بالتاريخ المذكور اعلاه حيث علمت قوات العدو الفرنسية بالعملية مما أدى إلى توجههم إلى المنطقة وقدر عدد قوات العدو ب 600 عسكري و04 طائرات مقنبلة أما عدد المجاهدين فكان حوالي 160 مجاهد بقيادة السبتي بومعراف وبن ضحوة ودارت المعركة هناك حيث تم اشعال الحافلة وحرقها تماما.
- خسائر العدو قدرت بحوالي 120 عسكري اما المجاهدين فقدر عدد الشهداءب 15 شهيدا.
معركة الشبكة وقعت هذه المعركة بناحية مرسط بتاريخ: 30/08/1956.
- قوات العدو تقدر تقريبا بحوالي 1600 عسكري
- عدد المجاهدين قدر ب300 مجاهد.
- نتائج المعركة: إصابة طائرة للعدو مما أدى إلى سقوطها وتعطيل طائرة أخرى للعدو.
- بعض أسماء المجاهدين المشاركين فيها:
- سمايتية محمد – جاب الخير الربيعي – صميط التبسي – صوالحية صالح – طوالبية خريس – مناورية صالح المدعو بوسبعة – مزياني المكي- بوصيدة يوسف – بن عرفة الرزقي – قحايرية المكي – بكاكرية الزين – زدايرية محمد الساسي – ازدايرية مبروك – بودجاجة لخضر – معايزية الوردي – باسط محمد – بوكوبة الطيب – صمايطية محمد – بوكوبة الشريف – منصوري محمد – زروق عمار – فاسخ أحمد – بكاكرية الزين – زيتوني الساسي – خمايسية محمد لخضر – خمايسية سعد – خمايسية يحي – سهايلية يونس- بن عرفة الساسي – عبد الحميد البرجي – هدهود يوسف- رزايقية صالح.
- أسماء بعض الشهداء في المعركة:
إزدايرية مبروك – صوالحية صالح – بن عرفة الرزقي – زدايرية علي – طوالبية خريس.....
الجرحى: لا يوجد
رد فعل العدو: انتقامه من الأبرياء العزل.
هجوم ليلي على مدينة مرسط هجوم ليلي على مدينة مرسط: بتاريخ أكتوبر 1956 بمرسط
- الهدف: هجوم على مركز عسكري بناحية مرسط قصد اشغال العدو واتاحت الفرصة لبقية المجاهدين حتى يتمكنوا من نسف السكة الحديدية بالمروانة.
- عدد المجاهدين المشاركين: حوالي 80 مجاهد
- بقيادة الاخوة: صمايطية محمد – هوام الشافعي – باسط محمد.
- قوات العدو: مركز بقيادة كوماندا فرنسي.
نتائج المعركة: نسف حوالي 200 متر من السكة الحديدية المذكورة وقتل 10 عشرة جنود فرنسيين.
الشهداء: لا يوجد.
معركة بركة الزق – كمين - : بتاريخ نوفمبر 1956 بالمكان المسمى مشتة الواد بركة الزق.
- بقيادة الاخوين: سمايتية محمد - ومهدي الربيعي المدعو المش.
وقائع الكمين: قام المجاهدين بنصب كمين لقوات العدو بالمنطقة المذكورة دام مدة 06 ساعات كان بقيادة المجاهد قنز الحفناوي وطبيب زيدان ورزايقية صالح حيث تحول إلى معركة.
- قدرت قوات العدو بحوالي 600 عسكري.
- عدد المجاهدين: قامت بهذه المعركة فصيلة واحدة تتكون من 50 مجاهد.
- تلقى العدو هزيمة شنعاء انتقم على إثرها من الاهالي كرد فعل منه حيث قتل الابرياء من المدنيين ومن ضمن القتلى: ازدايرية بوزيد: مسؤول جمع المال – والصديق مسؤول مركز.
-الشهداء: من بينهم نذكر طيب المكي وكواشي الصديق.
- الجرحى: ترايعية محمد بن عمارة – شريط إبراهيم المدعو مزوزي.
معركة القرقارة بتاريخ: 13/12/1956 بمنطقة القرقارة
- سبب المعركة: على اثر عودة المجاهدين من جبل بوربعية في اتجاههم إلى الحدود التونسية وعسكرتهم بالمكان المذكور سابقا.في حين قام العدو بحملة استطلاعية بالمنطقة المذكورة حيث التقى الجمعان وانطلقت أول رصاصة قبل بزوغ الشمس.وذلك على اثر زغرودة شلي الزهرة وهي إحدى الساكنات بالمنطقة حيث اشتبكوا مع قوات العدو ودامت يوما كاملا حيث امتدت إلى جبل سطحة الدير.
-عدد قوات العدو: قدرت بحوالي من 350الى 400 عسكري فرنسي
-نتائج المعركة: ايجابية حيث لم يتمكن العدو من محاصرة المجاهدين
-أسماء بعض المجاهدين المشاركين: القائد محمد بن عرفة- محمد هدهود -رزايقية صالح-صمايطية محمد-طوالبية طالب –ترايعية محمد-الساسي لخضر.
-أسماء الشهداء: -رزايقية صالح-سرود علي –مخازنية المكي - ترايعية يحي –عيايشية بوزيد –بوعلاق عمارالذي استشهد في المنزل حيث نفذت ذخيرته واعدم داخل المنزل بواسطة قنبلة يدوية القاها العدو
-خسائر العدو: حوالي 75 قتيل و120 جريح وتحطيم دبابتين وشاحنتين وحاملة راديو إشارة واتلاف قاطرة وإسقاط طائرة مقنبلة بضواحي مرسط تواصلت متابعة الثوار بواسطة النجدات التي اتت من كل مكان إلى جبل الذروة وعاد العدويجر اذيال الخيبة والهزيمة مما جعلهم يصبون غضبهم على المواطنين العزل فقاموا باشعال الدوار حيث اسروا من المواطنين: كواشي مسعود-طبيب عبد المجيد-طبيب لخضر –كواشي عبد الله-زروال مصباح-بوعلاق بلقاسم-سرباح خليل- علواني عمر –طبيب لحسن -بوعلاق بشير أخو بوعلاق عمار الذي سقط شهيدا.
معركة حيدرة بتاريخ:14/12/1956 بمنطقة حيدرة المتواجدة بالحدود الجزائرية التونسية.
-بقيادة المجاهد: محمود قنز
-سبب المعركة: امتداد لمعركة القرقارة فبعد خروج المجاهدين من المعركة سالفة الذكرالى التراب التونسي لجلب الأسلحة والذخيرة التقوا بالعدو قبل وصولهم إلى حيدرة.
-عدد المجاهدين المشاركين: حوالي70 مجاهدا.
-بعض أسماء المجاهدين المشاركين حسب ما يذكره الأحياء منهم: بوسكين محمد-الميطة ناجي-قنز خريف –عشي خليل-قنز الحفناوي-عمر بوسطلة-بوطرفيف علي المدعو علي بوخضرة –مخازنية علي - شفرور صالح-مسعود الكاتب –لموشي محمد-بوقرارة السعيد-لوصيف بوبكر –بن سودة صالح-بالرايس علي المدعو مقعور الراس –خمايسية لخضر-بن زين عثمان المدعو البلندي-بوقروز لخضر المدعو السدات-عكريش عمارة- عكريش الحفناوي-سمايطية حمامي-بن عرفة صالح-سميط الجمعي-شوكال حميدة-محرزالزاهي-بوشوشة بوقرة-بوشوشة الطيب –بوكاف جاب الله-رزايقية بلقاسم-رزايقية صالح المدعو زغيلم-مخازنية علي المدعوبابلي-لموشي محمد-بالرايس أحمد-لوصيف صالح-نوي عيسى –مشري لعبيدي-.....الخ
-أسماء الشهداء: بوسكين محمد-الميطة ناجي –بخوش بلقاسم-نباح الطاهر-صوالحية الكامل –قرن الكبش أحمد.
-رد فعل العدو: لما فشل في تحقيق اهدافه ومراميه الاستعمارية لجا إلى الانتقام والتنكيل بالمواطنين الابرياء وانتهاك الحرمات واشعال النيران في المزارعواخذ الابرياء إلى السجون
معركة ظهر جبل ونزة بتاريخ مارس 1957بمنطقة ظهر جبل ونزة
-ظهر جبل ونزة وهو منطقة منجمية تتميز بصعوبة مسالكها وخلوها من الأشجار حيث تعتبر بمثابة مركز هام لتمركز العدو
-بقيادة المجاهد بوجابر عبد الواحد
-أسباب المعركة: عملية استطلاعية تمشيطية بواسطة الطائرات الاستكشافية
-عدد المجاهدين المشاركين 45 مجاهدا نذكر منهم: رميكي محمد الصغير –عاشوري حسان –عاشوري علي-حمبلي علي-جلاب لزهاري-مرابطي الشريف المدعو لحمر-مرابطي محمد بن الطاهر-سلاطنية محمود-رزايقية بلقاسم-
-عدد قوات العدو: قدرت بحوالي 3000 عسكري تساندهم في المعركة طائرات نفاثة واربع مقنبلات من ب26تحمل على متنها قنابل غازية وتدميرية وطائرتان استكشافيتان إضافة إلى ذلك الطائرات العمودية التي كانت تمد العدو بالنجدات والتي كانت تطيح بالصخور من اعالي الجبال الشيء الذي حال دون تقدم المجاهدين والذي تسبب في مقتل بعض منهم ومما ساهم في اشعال النيران
-أسماء الشهداء: رميكي محمد الصغير-عاشوري حسان –بوقفة أحمد بوذينة-وثلاث اخرين لم يتم ذكرهم
معركة ثانية بجبل ونزة
معركة ثانية بجبل ونزة: بتاريخ ديسمبر1957
-بقيادة: حمبلي علي –فارح عيسى –سلاطنية محمود.
-أسباب المعركة: كان المجاهدون يتمركزون بهذه الجبال على بعد18كلم عن الحدود التونسية وذلك لضرب مراكز العدو في المناطق التللية: الدريعة –الداموس –الكباريت-مداوروش-حيث كانت خطط المجاهدين تاتي باوامر ضرب مراكز العدو عبر كل المناطق في أن واحد وأثناء ضرب هذه المراكز سالفة الذكر ثارت ثائرة المستعمر واشتد غضبه وقام بعملية تفتيش ومتابعة إلى ان تم اكتشاف مركز اختباء المجاهدين بالجبل المذكور اعلاه.
-عدد قوات العو: قدرت قوات العدو المشاركة انذاك بحوالي 700 عسكري فرنسي مدعما باحدث الأسلحة الجهنمية الفتاكة من مدرعات ودبابات وقنابل وطائرات.
-وقائع المعركة: بدات المعركة على اشدها وحمى وطييها ولم يتلقى المجاهدون ايت نجدات بسبب الحصار المضروب عليهم من كل الجهات ودامت المعركة إلى بعد غروب الشمس حيث تمكن المجاهدون من التسلل والالتحاق بالمركز الرئيسي بجبل سيدي أحمد عند الحدود التونسية.
-نتائج المعركة: جد ايجابية
-خسائر العدو: قتل عدد كبير من العساكر الفرنسيين لم نستطيع حصره وتدمير بعض العتاد الحربي المتمثل في الدبابات والأسلحة المختلفة.
-جرحى المجاهدين: بوخروفة خليفة-سلاطنية محمود-جلاب.
معركة بالطريق الرابط بين بوخضرة ومرسط التاريخ ماي 1957.
بقيــادة: المجاهد قنز الحفناوي.
- عدد قوات العدو: تقدر ب 500 عسكري.
- عدد المجاهدين: فصيلة كاملة بقيادة قنز الحفناوي.
- وقائع المعركة: نصب لغم لقوات العدو ووضع كمين لهم على الطريق سالف الذكر وعند انفجار اللغم الذي حطم شاحنة تحمل على متنها اطارات المنجم تدخل العدو المسلح بالامدادات ونشبت المعركة حيث قام المجاهدين بنسف دبابة نصف مزنجرة وشاحنة نقل العساكر إضافة إلى قتل بعض العساكر لم يتم حصرهم إضافة إلى ذلك قامو بقطع التيار الكهربائي الرابط بين العوينات وتونس وانسحبو سالمين.
- بعض المجاهدين المشاركين: بوقروز لخضر – قنز صالح – بخوش الهادي – نحال علي – قنز بن غربية – بن سودة صالح – بالرايس التوهامي – طرطار إبراهيم – لوصيف بوبكر – شعيبي العبد المدعو السوفي – بوطرفيف علي المدعو بوخضره قسطلي علي – قنز عثمان – قنز مصطفى – محمد العيد – نموشي مبروك المدعو ونزه- برقي لخذيري -......الخ
عدد الشهداء: استشهد المجاهد: سوفي عبد الحميد.
رد فعل العدو: كالعادة يصب غضبه على الأبرياء من المواطنين وقام بجمع العمال من المنجم حيث قام بتعذيبهم واخذ بعضهم إلى السجون كما قام بغلق المنجم لمدة ثلاثة أيام.
معركة خنقة المزابي بتاريخ نوفمبر 1956 بمنطقة خنقة المزابي وهو منطقة جبلية تقع بين الونزة والعوينات.
بقيـادة: المجاهد قنز الحفناوي.
- عدد قوات العدو: قدرت بحوالي 100 عسكري.
- عدد المجاهدين المشاركين في المعركة: 225 مجاهد.
وقائع المعركة: وهو عبارة عن كمين نصبه المجاهدين في المكان المذكور آنفا في حدود الساعة الثانية زوالا على إثر انفجار لغم على دبابة للعدو اثر توجهه من مدينة الونزة إلى العوينات حيث انفجرت معه المعركة التي دامت حوالي ساعة ونصف استطاع المجاهدين ان يسيطروا على مجرياتها بسبب مواقعهم الحصينة مما اسفر عن مقتل 20 عسكري فرنسي وتحطيم دبابة نصف مزنجرة وغنم 8 قطع من سلاح العدو.
الأسرى: استطاع العدو اسر المجاهدين نذكر عبايدية العياشي – شريط إبراهيم – شارف مسعود – لوصيف الواضح.
- بعض أسماء المجاهدين المشاركين في المعركة نذكر: بوطرفيف أحمد – العايب أحمد – بن زين عثمان المدعو البلندي – فاسخ أحمد – ازدايرية الطاهر – قنز مصباح – مخازنية علي – زلاص علي- عكريش عمارة بن بلقاسم – بوقروز يوسف- ساسي لخضر – مشروم يونس – ساعي عبد المجيد – بن سودة صالح – بوخملة الشايب- هلالي عمار – بوجابر عبد الواحد – بوخملة العياشي – بن سودة رمضان – لوصيف صالح – لوصيف منصور – بوكاف أحمد – بودجاجة لخضر......الخ
- رد فعل العدو: قام بقتل المواطن عمران علي وانهك الحرمات وشرد الأطفال وحرق البيوت واخذ مما اخذه إلى السجون للتعذيب.
الشهداء: استشهد قائد المعركة قنز الحفناوي وبعض من المجاهدين.
نصب لغم بالطريق الرابط بين مرسط وتبسة: بتاريخ ماي 1957. - بقيادة: المجاهد طالبي عبد الواحد وعوايطية موله.
- وقائع المعركة: قام المجاهدين بوضع لغم شديد المفعول لاستهداف قافلة عسكرية للعدو متجهة من مرسط نحو تبسة وفي حدود الساعة التاسعة صباحا مرت القافلة بالمكان الملغم وانفجر اللغم حيث استهدف شاحنة وتحطمت بأكملها وقتل حوالي 15 عسكري على متنها اما المجاهدين اثر انفجار اللغم كانوا متواجدين بجبال الحوض.
- رد فعل العدو: قام بقتل مواطن اعزل كان بالقرب من موقع الانفجار.
- المجاهدين الذين قاموا بنصب اللغم على الطريق هم: طالبي عبد الواحد- طرطار محمد الطاهر – عوايطية موله – بن عرفة صالح – بوهراوة الطيب – بن طيبة الصديق.
معركة حراث المحمصة جويلية 1958 يقع جبل حراث المحمصة شرق بلدية عين الزرقاء ووسط جبل بوربعية الذي يمتد على طول 10 كلمتر.
- عدد المجاهدين المشاركين قدر ب 210 مجاهد - قوات العدو تقدر ب 3000 عسكري مصحوبة بدبابات مصفحة.
- أسباب المعركة: كان هناك بالمنطقة عميل للقوات الفرنسية يدعى صالح بولحية * خائن* وقد تقرر نصب كمين له لما كان يقوم به من أعمال ووشايات لصالح العدو وقد اضرت بالمواطنين والمجاهدين على حد سواء بالمنطقة وفي هذه الليلة قام المجاهدين بوضع كمين له ولكنه لم يظهر إلى بزوغ الفجر حينها اضطر المجاهدين للعودة إلى مركز جبل بوربعية وفي طريقهم للعودة التقوا بقوات العدو الذي كان يطوق منطقة حراث المحمصة فدخلو معه في معركة ساخنة شارك فيها العدو بثمانية طائرات مقنبلة فأتسعت رقعة القتال إلى كافة المنطقة وعند بلوغ الامر إلى قواد المنطقة الخامسة بحدوث المعركة تم إرسال نجدة للمجاهدين من الحدود التونسية التي استطاعت فك الحصار على المجاهدين.
خسائر العدو حوالي 80 إلى 100 عسكري وجرح عدد كبير منهم اما العتاد فقد تم تدمير دبابتين ثقيلة النوع وبعض المدرعات وتحطيم 03 شاحنات من نوع جي ام سي GMC وسيارتين من نوع أجيب ADGIB حيث قتل سوليطنة و* ADJEDENT *اجودان عسكري فرنسي برتبة مساعد وذلك بحرقهم في كوم من التبن.
كما غنم المجاهدين مدفع عيار 75 و3 ثلاثة أجهزة راديو إشارة واجيمال * KAMERA *
اما بالنسبة للمجاهدين فقد استشهد 10 مجاهدين نذكر منهم: بالرايس علي - قلعي عبد الله - هوام عمارة - عبايدية الهامل.....الخ
- كان رد فعل العدو كالعادة يصب غضبه على الأبرياء من المواطنين وقام بجمع العمال من المنجم حيث قام بتعذيبهم وأخذ بعضهم إلى السجون كما قام بغلق المنجم لمدة ثلاثة أيام.
- وقائـع المعركـة: وتمت العملية بنصب لغم لقوات العدو ووضع كمين لهم على الطريق الرابط بين بوخضرة ومرسط وعند انفجار اللغم الذي حطم شاحنة تحمل على متنها إطارات المنجم تدخل العدو المسلح بالإمدادات ونثبت المعركة حيث قام المجاهدين بنسف دبابة نصف مزمجرة وشاحنة نقل العساكر إضافة إلى قتل بعض العساكر لم يتم حصرهم إضافة إلى ذلك ناموا بقطع التيار الكهربائي الرابط بين لعوينات وتونس وانسحبوا سالمين.
-بعـض المجاهـدين المشاركيـن: بوقروز لخضر، قنز صالح، بخوش الهادي، نحال علي، قنز بن غربية، بن سودة صالح، بالرايس التو هامي، طرطار إبراهيم، لوصيف بوبكر، شعيبي العبد المدعو السوفي، بوطرفيف علي المدعو بوخضرة قسطلي علي، قنز عثمان، قنز مصطفى، محمد العيد، نموشي مبروك المدعو ونزة، برقي لخذيري......الخ